# Луций Калпурний Пизон (консул 97 г.)
Вижте пояснителната страница за други личности с името Луций Калпурний Пизон.
Луций Калпурний Пизон (на латински: Lucius Calpurnius Piso) е политик и сенатор на Римската империя през края на 1 век. Вероятно неговото преномен (praenomen) е Гай (Gaius).

## Биография
Проилиза от клон Пизон на фамилията Калпурнии.
По времето на император Нерва през март и април 97 г. е суфектконсул.